# Ficus religiosa
Il fico  delle pagode (Ficus religiosa L.) o fico sacro (in cingalese bo, in sanscrito pipal o aśvattha - sostantivo maschile), è un albero della  famiglia delle Moracee, diffuso nel subcontinente indiano. 

## Descrizione
È un albero semi-sempreverde, le cui foglie decidue cadono nella stagione asciutta, alto fino a 30 m, con diametro del fusto fino a 3 m.
Le foglie sono cordate (cioè a forma di cuore) con una punta particolarmente allungata; sono lunghe 10–17 cm e larghe 8–12 cm, con un picciolo di 6–10 cm. 
Il frutto è un piccolo fico di 1-1,5 cm di diametro, verde che matura in viola.

## Biologia
L'insetto impollinatore di F. religiosa è l'imenottero agaonide Platyscapa quadraticeps (sin. Blastophaga quadraticeps).

## Rapporti con l'uomo

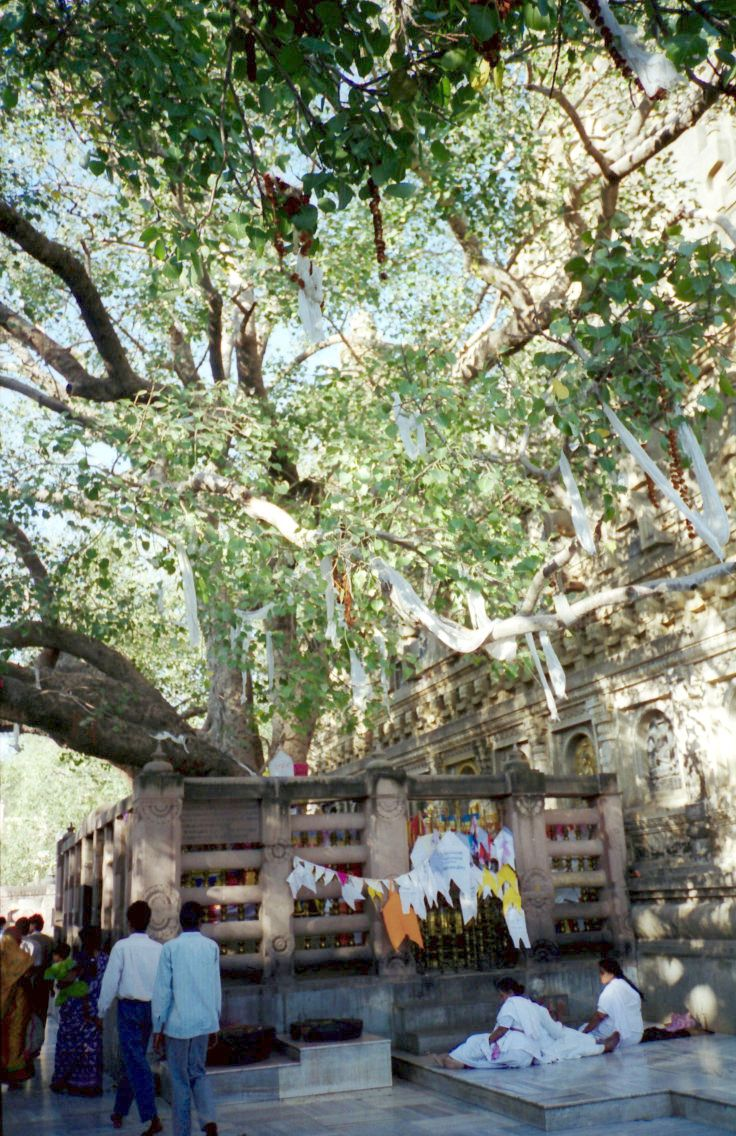
Sri Maha Bodhi.

La Sri Maha Bodhi è un famoso esemplare, che si trova presso il tempio di Mahabodhi; si sa che fu piantata nel 288 a.C., e questa è la più grande età verificata di un esemplare delle angiosperme, e di un qualunque albero piantato dall'uomo;  nacque dall'albero della Bodhi, sotto il quale si dice che il bodhisattva Gautama avrebbe meditato quando raggiunse la bodhi (illuminazione) e divenne il Buddha; ancora oggi i monaci e i laici spesso meditano sotto questo albero.
Questa pianta è considerata sacra dai fedeli di buddhismo, induismo e giainismo, da cui il nome Ficus religiosa.